# Policejní akademie 5: Nasazení v Miami Beach
Policejní akademie 5: Nasazení v Miami Beach je filmová komedie natočená v roce 1988, kterou režíroval Alan Myerson.

## Obsah filmu
Harris, velitel okrsku, by rád vystřídal Erica Lassarda v čele Policejní akademie. Spolu se svým asistentem Proctorem se v noci vloupají do kanceláře komisaře Hursta, aby nahlédli do jeho osobní složky. Když se ukáže, že Lassard již překročil povinný věk odchodu do důchodu, předají mu tip.
Komisař informuje Lassarda o jeho odchodu do důchodu na slavnostním rozloučení s ročníkem 1988. Mezi absolventy je i Tommy "House" Conklin, který se v předchozím filmu účastnil programu "občan na hlídce". Hurst také oznamuje, že Lassard bude na setkání policejních ředitelů v Miami Beach jmenován policistou desetiletí.
Lassard je nicméně zcela apatický. Jeho lidé ho však dokážou přesvědčit, aby tuto poctu vnímal jako velké finále. Chce, aby ho tam doprovodili jeho nejlepší zaměstnanci a aby se seznámili s jeho synovcem Nickem, který tam pracuje jako policista.
Harris se mezitím snaží Hursta přesvědčit, že je ideálním nástupcem Lassarda. Ten ho upozorní, že má sice odbornou kvalifikaci, ale že nemá chování velitele. V akademii si ho nikdo neváží. Harris si to uvědomí a rozhodne se, že svou skutečnou velikost ukáže tím, že se vydá za Lassardem do Miami Beach a zúčastní se tam jeho tryzny.
Mezitím je Muzeum výtvarného umění, kde je právě k vidění výstava diamantů Mal-Ankh-Ee, vyloupeno skupinou gangsterů.
Na letišti v Miami je Lassardovo zavazadlo omylem zaměněno za zavazadlo s diamanty ukrytými ve videokameře. Lassard je vřele přijat uvítacím výborem, v němž je starosta Miami s manželkou a šéf městské policie komisař Murdock. Skupinu zdraví také Lassardův synovec Nick.
Tony chce diamanty předat gangsterskému bossovi Dempseymu, který si všimne záměny. Dempsey jim dává 24 hodin na získání diamantů. Policisté si mezitím užívají den na pláži. Nick se seznámí s Kate, z níž se později vyklube policistka.
Tony a jeho komplicové náhodou spatří Lassarda a domnívají se, že důvodem výměny tašek je on. Přitom zjistí, že Lassard je policista. První pokusy o obnovení tašky jsou neúspěšné.
Následuje slavnostní večeře, při níž se gangsteři pokusí Lassarda přivést do bezvědomí pomocí injekční stříkačky. To se nepodaří a Tony se pokusí vzít fotoaparát. Přitom vypadávají diamanty. V panice vezme Lassarda jako rukojmí. Sám Lassard se domnívá, že se jedná o živou ukázku policejních metod, která mu byla oznámena. V tomto přesvědčení podporuje únosce svými radami. Komisař Hurst, komisař Murdock a policisté z Akademie a Miami organizují záchranu Lassarda. Policisté Akademie jsou dobrovolníci. Harris vidí svou šanci a přidává se. Pomocí výtahu a vzduchové šachty se policisté dostanou do patra, kde je Lassard držen. Několik gangsterů zadrží, ale Harris se vysílačkou rozhodne poskytnout vrtulník, aby se na místě startu pokusil o vstup na vlastní pěst. To se nepodaří a Harris je sám unesen.
Tony se svými dvěma zbývajícími pomocníky odvedl Lassarda a Harrise na jachtu, kterou chce po uzavření obchodu potopit spolu s nimi. Lassard stále neví, že se jedná o skutečný únos. Policisté se k lodi dostanou na poslední chvíli. Tony se pokusí utéct s Lassardem jako rukojmím. Všichni ostatní gangsteři jsou přemoženi a Harris je zachráněn. Nick, Kate, Jones a Tackleberry pronásledují Tonyho loď. Harris je napaden krokodýlem a zachráněn Hightowerem. Nick a ostatní dorazí k Lassardovi, který si demonstraci nadšeně pochvaluje. Když Nick vysvětlí, že jsou to skuteční zločinci, Lassard Tonyho omráčí.
Při slavnostním ceremoniálu jsou všichni policisté, kteří se na záchranné akci podíleli (kromě Proctora a Harrise), vyznamenáni medailí města Miami. Kromě toho je seržant Moses Hightower povýšen na poručíka za své obětavé úsilí při záchraně Harrise. Komisař Hurst s potěšením oznamuje, že on a guvernér rozhodli, že velitel Lassard nemusí odejít do důchodu, dokud si to nebude přát. Harrisův plán tedy selhal na celé čáře.

## Zajímavosti
Z hlediska obsahu je těžké zařadit film do stejné řady jako jeho předchůdce. Představuje zlom v rámci série. Pouze stereotypní postavy jsou stále spojovacím článkem.
Dříve ústřední postava Careyho Mahoneyho v podání Steva Guttenberga se zde již poprvé neobjevuje. Guttenberg dal předem najevo, že se v žádném z dalších filmů série Policejní akademie již neobjeví. Nyní však patří k těm, kteří se zasazují o osmý díl série. Další postavy z předchozích filmů, jako je Zed, Sweetchuck a rodina Kirklandových, se také neobjevují.
Nick Lassard je představen jako synovec velitele Lassarda. Postava nese podobné rysy jako Mahoney. Je poslední postavou série, která se znovu objevila v některém z následujících filmů.
Dříve početná rodina souvislých postav Policejní akademie se tak znatelně zmenšuje. Toto tvrdé jádro postav bude tvořit jádro obsazení v šestém filmu (s drobnými změnami) a, i když opět výrazně zredukované, v sedmém filmu.
Poprvé se již neobjevuje klub Modrá ústřice. To znamená, že ze seriálu zmizel jakýsi běžící gag. Poprvé je také opuštěno bezejmenné město, ve kterém se odehrávaly předchozí filmy Policejní akademie, a je pojmenováno konkrétní místo, Miami.
Prvky frašky se masivně zvyšují. Zejména velitel Lassard nechtěně vyvolává četná takováto intermezza, která gangsterům vždy ztěžují život. Celkově se mění i role velitele. Posouvá se více do středu a je vyzdvihován jako mimořádně schopný a zasloužilý policista, což je však v příkrém rozporu s vykreslením postavy, která nevyniká ani inteligencí, ani jinými schopnostmi.
Poprvé v něm hraje hlavní roli boj mezi dobrou a zlou stranou, který je běžný v mnoha hollywoodských filmech. Ve všech předchozích filmech byli záporáci buď jen potížisté (např. Zed), nebo byli představeni až ke konci filmu a zůstali bezejmenní.
Harris a Proctor jako "zlí" policisté na rozdíl od předchozích filmů nedosahují ani středního úspěchu. Místo toho vše, o co se pokusí, skončí neúspěchem, což slouží jako komediální prvek.
Od tohoto filmu již policejní výcvik nehraje významnou roli. Název Policejní akademie je tedy spíše značkou než popisem.

## Obsazení

### Hlavní postavy
| George Gaynes      | velitel Eric Lassard |
| Michael Winslow    | Larvell Jones        |
| Bubba Smith        | Moses Hightower      |
| David Graf         | Eugene Tackleberry   |
| Marion Ramsey      | Laverne Hooksová     |
| Leslie Easterbrook | Debbie Callahan      |
| G. W. Bailey       | Thaddeus Harris      |
| Janet Jones        | Kate                 |
| Lance Kinsey       | Proctor              |
| Matt McCoy         | Nick Lassard         |

### Vedlejší postavy
| Rene Auberjonois    | Tony                   |
| George R. Robertson | Hurst                  |
| Tab Thacker         | Thomas 'House' Conklin |
| Archie Hahn         | Myš                    |
| James Hampton       | starosta Miami         |
| Jerry Lazarus       | Sugar                  |
| Dan Barrows         | Bob                    |
| Dana Mark           | policistka             |
| Richard Jasen       | Kid                    |
| Ruth Farley         | informace na letišti   |
| Kathryn Graf        | stewardka              |
| Via Van Ness        | stewardka              |
| A. L. Meai          | kuřák v letadle        |
| Dan Fitzgerald      | Komisař Murdock        |
| Arthur Edwards      | zloděj                 |
| Jeff Gillen         | pomocník zloděje       |
| Susan Hatfield      |                        |
| Ed Kovens           | Dempsey                |
| Tom Kouchalakos     | Manny                  |
| Huben Kabasa        |                        |
| Angelo Reno         | Pete                   |
| Scott Weinger       | Shark                  |
| Pam Bogart          | Harris                 |
| Toni Crabyree       |                        |
| Nelson Obamas       |                        |
| Julio Oscar Mechoso |                        |
| Joni Siani          |                        |
| Jeff Breslaueb      | fotograf               |
| Ruben Rabasa        | Julio                  |